# Carbon modificat
Carbon modificat (în engleză Altered Carbon) este un roman științifico-fantastic cyberpunk de Richard K. Morgan, primul din seria Takeshi Kovacs, fiind urmat de romanele Broken Angels (2003) și Woken Furies (2005).
Romanul Altered Carbon a fost adaptat într-un serial TV cu același nume. Primul sezon are 10 episoade și a avut premiera pe Netflix la 2 februarie 2018.
A primit Premiul Philip K. Dick în 2003.

## Prezentare
Romanul are loc într-un viitor în care călătoria interstelară are loc prin transferarea conștiinței între corpuri ("recipiente") și îl prezintă pe Takeshi Kovacs, un fost soldat de elită al U.N., care a devenit detectiv privat în încercarea de a investiga moartea unui om bogat. Acesta l-a angajat pe Kovacs după ce a fost ucis.

## Traduceri
- Richard K. Morgan, Carbon modificat, Editura Tritonic, Colecția SFFH, 2008. ISBN 978-973-733-206-6. Traducere în limba română de R. Brînceanu
- Richard K. Morgan, Carbon modificat, Editura Paladin,  aprilie 2018. ISBN 978-606-867-382-0. Traducere în limba română de Petru Iamandi

## Legături externe
- en  Istoria publicării lucrării Altered Carbon la Internet Speculative Fiction Database
- Altered Carbon la goodreads.com

## Vezi și
- 2002 în științifico-fantastic